# مستوحد اللون

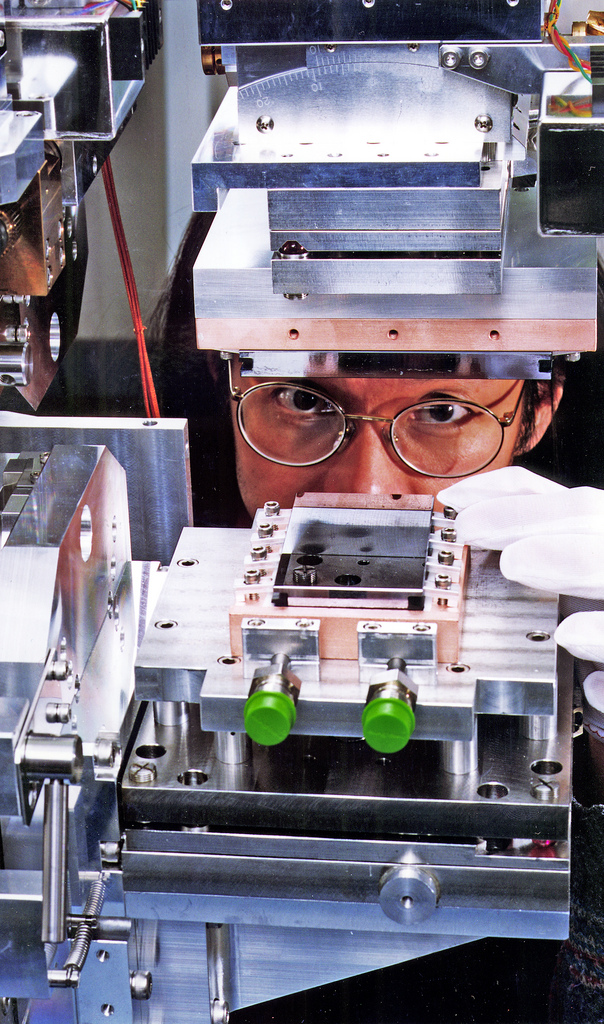
مونوكروماتور.

مستوحد اللون أو مونوكروماتور (بالإنجليزية:Monochromator) هو جهاز بصري يرسل مدى ضيق يمكن أخذه من ميكانيكيا الأطوال الموجية للضوء أو شعاع آخر يتم اختياره من مجموعة واسعة من الأطوال الموجية في مدخلات الجهاز.

## التسمية
الاسم مأخذون من اللغة اليونانية القديمة فكلمة mono تعني أحادي و chromator تعني "اللون"، وتم إضافة الكلمة اللاتينية ator للدلالة على أنه أداة.